# アイドリズム!!!
アイドリズム!!!は横浜エフエム放送「PROGRAM COUNCIL」で放送された月間ラジオ番組。

## ラジオパーソナリティ
- 升野英知（バカリズム）
- 2007年11月4日 - アイドリング7号…谷澤恵里香&アイドリング8号…フォンチー
- 2007年11月11日 - アイドリング5号…滝口ミラ&アイドリング6号…外岡えりか
- 2007年11月18日 - アイドリング2号…小泉瑠美&アイドリング4号…江渡万里彩
- 2007年11月25日 - アイドリング1号…加藤沙耶香&アイドリング9号…横山ルリカ

※アイドリング3号…遠藤舞は出演せず、ささやきズムのコーナーでネタ投稿と言う形で参加した。

## 概要
- 番組名の由来はアイドリング!!!とバカリズムの合成語。
- 日曜夜、様々な企画で癒しや元気をリスナーに与えるべく休み明けの憂鬱を吹き飛ばすべく企画された。
- デジタルメディア横断プロジェクト アイドリング!!!の横断の一環。

## コーナー
- オススメング!!! - アイドリング!!!メンバーがオススメのものを紹介。
- ささやきズム - アイドリング!!!メンバーにそっと囁いてほしい歴史上の言葉（万葉集、応仁の乱 等）を募集。
- 同意ズム - 升野が普段不思議に感じたことなどを訴え、アイドリング!!!メンバーに同意を求めるコーナー。
- 裏取りング!!! - アイドリング!!!スタッフによる密告コーナー。
- 楽曲リクエスト - アイドリング!!!以外の楽曲もかけた。